# エンリケ・フィゲロラ
エンリケ・フィゲロラ (Enrique Figuerola Camue、1938年7月15日-)は、キューバの陸上競技選手。1964年東京オリンピック、1968年メキシコシティーオリンピックの銀メダリストである。

## 経歴
フィゲロラは、東京オリンピックでは100mに出場。10秒2でアメリカのボブ・ヘイズに次いで銀メダルを獲得。4年後のメキシコオリンピックでは、エルメス・ラミレス、ファン・モラレス、パブロ・モンテスととも4×100mリレーに出場。アンカーを務め、38秒40でアメリカに次いで銀メダルを獲得した。

## 主な実績
| 年   | 大会                   | 場所                     | 種目         | 結果 | 記録   |
| ---- | ---------------------- | ------------------------ | ------------ | ---- | ------ |
| 1959 | パンアメリカン競技大会 | シカゴ(アメリカ合衆国)   | 100m         | 3位  | 10秒5  |
| 1961 | ユニバーシアード       | ソフィア(ブルガリア)     | 100m         | 1位  | 10秒38 |
| 1963 | パンアメリカン競技大会 | サンパウロ(ブラジル)     | 100m         | 1位  | 10秒46 |
| 1963 | ユニバーシアード       | ポルトアレグレ(ブラジル) | 100m         | 1位  | 10秒34 |
| 1964 | オリンピック           | 東京(日本)               | 100m         | 2位  | 10秒2  |
| 1968 | オリンピック           | メキシコシティ(メキシコ) | 4×100mリレー | 2位  | 38秒40 |